# Ceraia cuneata
Ceraia cuneata é uma espécie de orquídea de flores pequenas que duram muito pouco, mas que floresce diversas vezes ao ano, nativa de Sulawesii às Ilhas Molucas.